# Peter van Petegem
Peter van Petegem (Opbrakel, Flandes Oriental, 18 de enero de 1970) es un exciclista belga en la especialidad de ciclismo en ruta. Apodado Zwarte van Brakel y De Peet, corrió con equipos destacados, como Quick Step-Innergetic, equipo con sede en la localidad belga de Horebeke, y en el Lotto. 
Especialista en carreras de un día y en carreras de pavés, se convirtió en uno de los nueve corredores en la historia que ha conseguido el Tour de Flandes y la París-Roubaix en el mismo año.
En 2004 participó en los Juegos Olímpicos de Atenas.

## Citas
«Desde que tenía 15 años he entrenado aquí cada día, en las Ardenas flamencas. Como profesional, he rodado entre treinta y cuarenta mil kilómetros al año. Mientras los demás se juntaban alrededor de una mesa en Navidades, yo entrenaba cinco horas al día ¿O cómo crees que se gana la Vuelta a Flandes? Estaba ocupado en ello seis meses al año».

## Palmarés
| 1994 - Scheldeprijs Vlaanderen 1995 - De Kustpijl Heist 1996 - Trofeo Luis Puig 1997 - Omloop Het Volk - 1 tofeo de la Challenge Vuelta a Mallorca - Campeonato de Flandes 1998 - Omloop Het Volk - 3.º en el Campeonato de Bélgica en Ruta - 2.º en el Campeonato del Mundo en Ruta 1999 - Tour de Flandes - Tres Días de La Panne - Gouden Pijl Emmen - E3-Prijs Harelbeke | 2000 - Gran Premio de Isbergues 2001 - Gran Premio de Isbergues - Kuurne-Bruselas-Kuurne - 1 etapa de la París-Niza 2002 - Tres días de La Panne, más 1 etapa - Omloop Het Volk - 1 etapa del Tour de Valonia 2003 - París-Roubaix - Tour de Flandes - 3.º en el Campeonato del Mundo en Ruta - 3º en la Copa del Mundo |

## Resultados
Durante su carrera deportiva ha conseguido los siguientes puestos en Grandes Vueltas y carreras de un día.

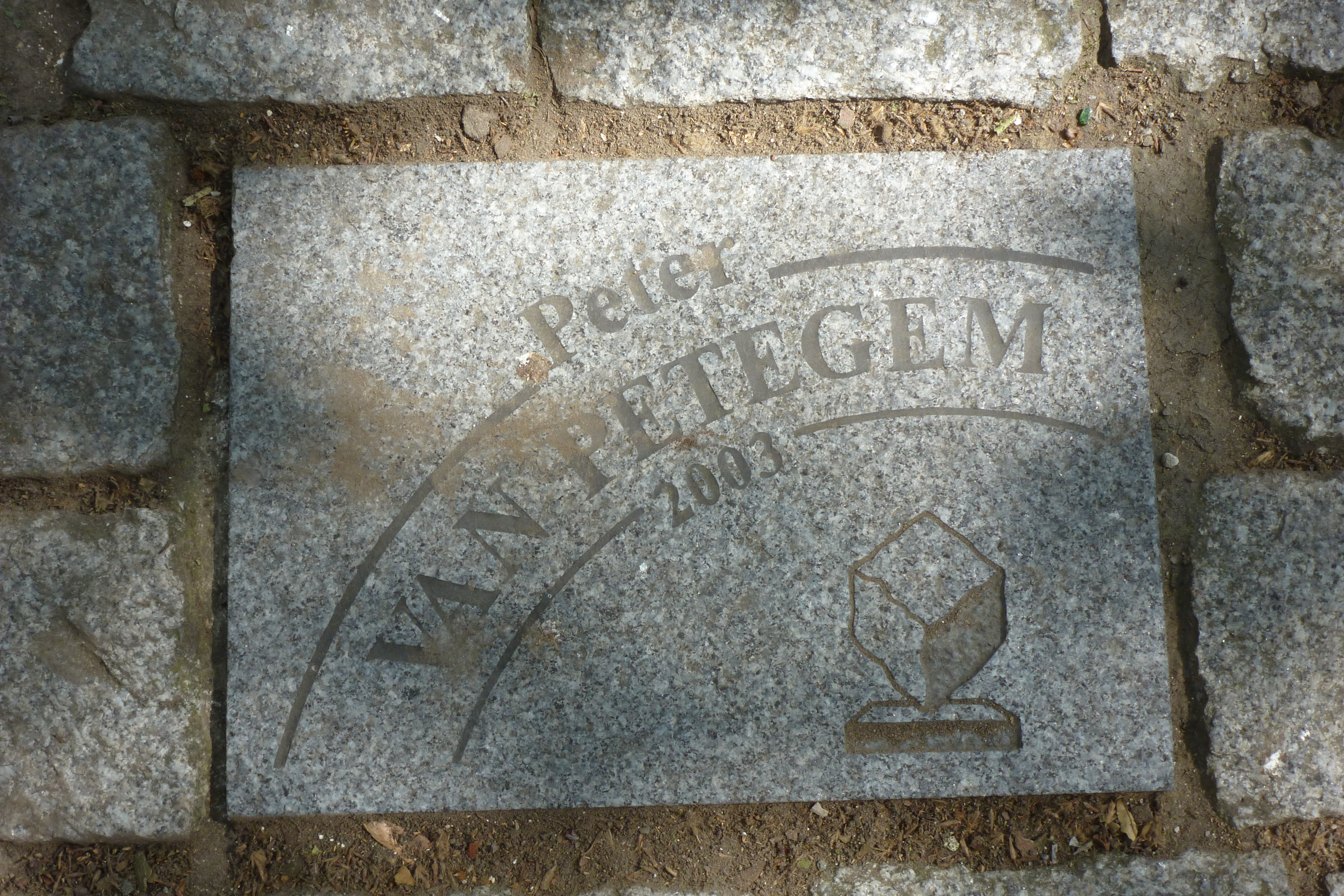
Losa de pavimento ("pavé") dedicada a Peter van Petegem, en la avenida Charles Crupelandt de Roubaix.

### Grandes Vueltas
| Carrera | Carrera         | 1992 | 1993 | 1994 | 1995  | 1996  | 1997  | 1998 | 1999 | 2000 | 2001 | 2002 | 2003 | 2004 | 2005 | 2006 | 2007 |
| ------- | --------------- | ---- | ---- | ---- | ----- | ----- | ----- | ---- | ---- | ---- | ---- | ---- | ---- | ---- | ---- | ---- | ---- |
|         | Giro de Italia  | —    | —    | —    | —     | —     | —     | —    | —    | —    | —    | —    | —    | —    | —    | —    | —    |
|         | Tour de Francia | —    | —    | —    | —     | 116.º | 102.º | Ab.  | —    | —    | —    | —    | —    | —    | —    | —    | —    |
|         | Vuelta a España | —    | —    | —    | 104.º | —     | —     | Ab.  | Ab.  | —    | —    | —    | —    | —    | —    | —    | —    |

### Clásicas, Campeonatos y JJ. OO.
| Carrera                | Carrera                | 1993 | 1994 | 1995  | 1996 | 1997  | 1998 | 1999 | 2000 | 2001 | 2002 | 2003 | 2004 | 2005 | 2006 | 2007 |
| ---------------------- | ---------------------- | ---- | ---- | ----- | ---- | ----- | ---- | ---- | ---- | ---- | ---- | ---- | ---- | ---- | ---- | ---- |
| Omloop Het Nieuwsblad  | Omloop Het Nieuwsblad  | —    | —    | 14.º  | 44.º | 1.º   | 1.º  | 8.º  | 46.º | 16.º | 1.º  | 16.º | —    | 38.º | 91.º | 58.º |
| Kuurne-Bruselas-Kuurne | Kuurne-Bruselas-Kuurne | —    | 16.º | —     | 4.º  | —     | —    | 6.º  | 12.º | 1.º  | —    | —    | —    | 31.º | Ab.  | 81.º |
|                        | Milan San Remo         | —    | —    | 118.º | 31.º | 14.º  | 7.º  | 7.º  | 30.º | 13.º | 15.º | —    | 10.º | —    | —    | —    |
| E3 Harelbeke           | E3 Harelbeke           | 52.º | 12.º | —     | 2.º  | —     | 8.º  | 1.º  | 6.º  | —    | 5.º  | 28.º | 35.º | 3.º  | 9.º  | 21.º |
| Gante-Wevelgem         | Gante-Wevelgem         | —    | 37.º | —     | 14.º | 16.º  | 8.º  | —    | 2.º  | —    | —    | —    | —    | —    | —    | 60.º |
|                        | Tour de Flandes        | 97.º | 17.º | —     | 10.º | 9.º   | 5.º  | 1.º  | 8.º  | —    | 3.º  | 1.º  | 16.º | 3.º  | 3.º  | 59.º |
| Scheldeprijs           | Scheldeprijs           | —    | 1.º  | 7.º   | 96.º | 117.º | —    | —    | 13.º | 27.º | —    | —    | —    | —    | Ab.  | 94.º |
|                        | París-Roubaix          | —    | —    | 53.º  | 36.º | 28.º  | 17.º | 25.º | 2.º  | 24.º | —    | 1.º  | 6.º  | —    | DQ.  | 23.º |
| Amstel Gold Race       | Amstel Gold Race       | —    | —    | 55.º  | 58.º | 25.º  | 21.º | 20.º | 7.º  | 6.º  | 6.º  | 80.º | 5.º  | —    | —    | —    |
|                        | Lieja-Bastoña-Lieja    | —    | —    | —     | —    | —     | 29.º | —    | 91.º | 13.º | 7.º  | —    | 25.º | —    | —    | —    |
| Mundial en Ruta        | Mundial en Ruta        | —    | —    | —     | —    | —     | 2.º  | —    | —    | —    | 18.º | 3.º  | 29.º | 34.º | —    | —    |